# Simone Sanna
Simone Sanna (Florencia, 16 de marzo de 1978) es un expiloto de motociclismo italiano.

## Biografía
Después de sus primeras experiencias con minimoto comenzó a competir en Campeonato Italiano de Producción Deportiva en 1995. 
Su debut en Campeonato del Mundo de Motociclismo se remonta a 1997 en la que obtuvo un wild card para participar en GP de Italia en clase 125, terminando la carrera en la posición 24. En los años, 1997 e 1998 participó en el Campeonato Europeo de Velocidad clasificándose en el 17.º y el 10.º puesto respectivamente.
Su primer año completo en el Mundial fue en 1999 y siguió hasta 2004 compitiendo siempre en los primeros puesto, casi siempre sobre Aprilia. Su mejor año fue en 2000, cuando corrió en el equipo Vasco Rossi Racing, consiguiendo dos victorias y acabando el sexto en la clasificación general.
En 2003 apuesta por el Campeonato Mundial de Supersport con una Yamaha YZF R6 del equipo Yamaha Belgarda, terminando decimoséptimo en la general con 29 puntos, realizando la pole position en el Misano Adriatico como único evento de interés.
No puede encontrar un compromiso para continuar en las competiciones mundiales, por lo que en 2004 participa en la categoría Stock 1000 Campeonato italiano de velocidad, que lo ubica en el décimo lugar general con 25 puntos. En el mismo año vuelta al Mundial de 125cc, reemplazando en dos grandes premios a Andrea Ballerini por Aprilia RS 125 R del equipo Sterilgarda Racing. Los resultados, sin embargo, no le permiten obtener puntos para la clasificación de pilotos.
En 2005 todavía está en Campeonato italiano de velocidad pero cambia de categoría al pasar a Supersport, logrando ganar el título nacional con Honda del equipo de Mejora de carreras. Aún en 2005 participó en cuatro carreras del Mundial de Supersport con wildcard con Honda CBR600RR, ubicándose en el puesto 23 del ranking de pilotos con 10 puntos.
En 2006 continúa en el equipo para disputar el Camponateo Italiano de Supersport pero no puede confirmar su posición como campeón italiano, terminando noveno en la clasificación con 37 puntos. También participa en cuatro carreras del Mundial de Supersport, tres como sustituto de Katsuaki Fujiwara con el Honda CBR600RR del equipo Megabike Honda y una con el equipo de Parkalgar. En este breve paréntesis mundial se las arregla para obtener el segundo lugar en la carrera en Misano Adriatico, llegando con 32 puntos en el decimocuarto lugar en el campeonato mundial de pilotos.
Regresó a tiempo completo como piloto en el Mundial de Supersport de 2007 con el Honda CBR600RR del Parkalgar Racing Team, sin poder obtener comentarios relevantes en las carreras en calendario, decimosexto puesto con 43 puntos en el mundo. En 2008, sigue en el Mundial de Supersport con éxito, gracias al séptimo lugar en el Portimao, acabando en el puesto 28.º de la clasificación general de pilotos. Regresó en 2009 en el campeonato italiano de Supersport, terminando en sexto lugar con 52 puntos, mientras que en 2011 fue contratado por el equipo Grillini para competir en el campeonato italiano de Moto2.

## Trayectoria
Sistema de puntuación de 1988 a 1992:
| Posición | 1.º | 2.º | 3.º | 4.º | 5.º | 6.º | 7.º | 8.º | 9.º | 10.º | 11.º | 12.º | 13.º | 14.º | 15.º |
| Puntos   | 20  | 17  | 15  | 13  | 11  | 10  | 9   | 8   | 7   | 6    | 5    | 4    | 3    | 2    | 1    |

Sistema de puntuación de 1993 en adelante:
| Posición | 1.º | 2.º | 3.º | 4.º | 5.º | 6.º | 7.º | 8.º | 9.º | 10.º | 11.º | 12.º | 13.º | 14.º | 15.º |
| Puntos   | 25  | 20  | 16  | 13  | 11  | 10  | 9   | 8   | 7   | 6    | 5    | 4    | 3    | 2    | 1    |

|
| Color     | Resultado                                                               |
| --------- | ----------------------------------------------------------------------- |
| Oro       | Ganador                                                                 |
| Plata     | 2.ª plaza                                                               |
| Bronce    | 3.ª plaza                                                               |
| Verde     | Finalizó en los puntos                                                  |
| Azul      | Finalizó sin puntos                                                     |
| Azul      | NC - No clasificado                                                     |
| Violeta   | Ret - No terminó (Carrera)                                              |
| Rojo      | DNQ - No se clasificó                                                   |
| Negro     | DSQ - Descalificado                                                     |
| Blanco    | DNS - No empezó (carrera)                                               |
| Blanco    | WD - Retirado (fin de semana)                                           |
| Blanco    | C - Carrera cancelada                                                   |
| Sin color | DNP - Inscrito pero no participó                                        |
| Sin color | INJ - Lesionado                                                         |
| Sin color | EX - Excluido                                                           |
| Estado    | Resultado                                                               |
| Negrita   | Pole position                                                           |
| Cursiva   | Vuelta rápida                                                           |
| †         | Abandona, pero clasifica al completar el porcentaje requerido para ello |

| Año  | Categoría | Moto    | 1      | 2       | 3       | 4       | 5      | 6       | 7      | 8       | 9       | 10     | 11      | 12     | 13      | 14      | 15     | 16     | Ptos. | Pos. |
| ---- | --------- | ------- | ------ | ------- | ------- | ------- | ------ | ------- | ------ | ------- | ------- | ------ | ------- | ------ | ------- | ------- | ------ | ------ | ----- | ---- |
| 1997 | 125cc     | Aprilia | MAL -  | JAP -   | ESP -   | ITA 24  | AUT -  | FRA -   | NED -  | IMO -   | ALE -   | RIO -  | GBR -   | CZE -  | CAT -   | IDN -   | AUS -  |        | 0     | -    |
| 1999 | 125cc     | Honda   | MAL 6  | JAP Ret | ESP 7   | FRA 10  | ITA 4  | CAT 8   | NED 14 | GBR Ret | ALE 9   | CZE 8  | IMO 2   | VAL 7  | AUS 12  | RSA 6   | RIO 9  | ARG 6  | 123   | 8.º  |
| 2000 | 125cc     | Aprilia | RSA 12 | MAL 14  | JAP Ret | ESP Ret | FRA 10 | ITA Ret | CAT 1  | NED 5   | GBR Ret | ALE 3  | CZE Ret | POR 5  | VAL 6   | RIO 1   | PAC 3  | AUS 10 | 132   | 6.º  |
| 2001 | 125cc     | Aprilia | JAP 3  | RSA DNS | ESP Ret | FRA 13  | ITA 5  | CAT 10  | NED 11 | GBR 6   | ALE 1   | CZE 10 | POR 4   | VAL 6  | PAC Ret | AUS Ret | MAL 16 | RIO 2  | 125   | 7.º  |
| 2002 | 125cc     | Aprilia | JAP 5  | RSA 8   | ESP 7   | FRA Ret | ITA 11 | CAT 5   | NED 12 | GBR 17  | ALE 6   | CZE 7  | POR 2   | RIO 14 | PAC Ret | MAL 11  | AUS 6  | VAL 14 | 106   | 7.º  |
| 2004 | 125cc     | Aprilia | RSA -  | SPA -   | FRA -   | ITA -   | CAT -  | NED -   | BRA -  | GER Ret | GBR 22  | CZE -  | POR -   | JPN -  | QAT -   | MAL -   | AUS -  | VAL -  | 0     | -    |

### Campeonato Mundial de Supersport

#### Carreras por año
(Carreras en negrita indica pole position, carreras en cursiva indica vuelta rápida)
| Año  | Equipo | Moto    | 1      | 2      | 3       | 4       | 5       | 6       | 7       | 8       | 9       | 10      | 11    | 12     | Pts. | Pos. |
| ---- | ------ | ------- | ------ | ------ | ------- | ------- | ------- | ------- | ------- | ------- | ------- | ------- | ----- | ------ | ---- | ---- |
| 2003 | Yamaha | SPA 12  | AUS 15 | JPN 13 | ITA 14  | GER Ret | GBR Ret | SMR 8   | GBR Ret | NED Ret | ITA 10  | FRA 10  |       |        | 29   | 17.º |
| 2005 | Honda  | QAT -   | AUS -  | SPA -  | ITA Ret | EUR -   | SMR 6   | CZE 19  | GBR -   | NED -   | GER -   | ITA Ret | FRA - |        | 10   | 23.º |
| 2006 | Honda  | QAT -   | AUS -  | ESP -  | ITA -   | EUR -   | RSM 2   | CZE 9   | GBR Ret | NED -   | ALE -   | IMO -   | FRA 5 |        | 32   | 14.º |
| 2007 | Honda  | QAT Ret | AUS 21 | EUR 5  | ESP Ret | NED 13  | MON 10  | GBR Ret | RSM 6   | CZE Ret | GBR Ret | ALE 14  | ITA 8 | FRA 13 | 43   | 16.º |
| 2008 | Honda  | QAT     | AUS    | SPA    | NED     | ITA Ret | GER     | SMR     | CZE     | GBR     | EUR     | ITA     | FRA   | POR 7  | 9    | 28.º |